# Friedrich Gotthilf Fritsche
Friedrich Gotthilf Fritsche (* 16. Februar 1799 in Bautzen; † 4. Januar 1851 in Altenburg) war ein deutscher evangelischer Geistlicher.

## Leben
Friedrich Gotthilf Fritsche besuchte das Gymnasium in Bautzen und studierte anschließend Theologie an der Universität Leipzig. In der Zeit während seines Studiums wurde er durch einen Verwandten, Friedrich August Wolf (1781–1841), maßgeblich geprägt, der als Oberkatechet in der Petrikirche in Leipzig tätig war. Von 1821 bis 1824 war Fritsche als Katechet tätig und darauf Konrektor am Bautzener Gymnasium. 1830 erhielt er eine Anstellung als sechster Professor und Lehrer der Religion an der sächsischen Landesschule in Grimma.
1842 erfolgte, trotz fehlender Ordination, seine Berufung zum Oberpfarrer, Generalsuperintendenten und Konsistorialrat nach Altenburg.
1848 wurde er Abgeordneter im Altenburger Landtag.

## Auszeichnungen
Friedrich Gotthilf Fritsche wurde zum Ritter des Ernestinischen Hausordens ernannt.

## Schriften (Auswahl)
- Ueber die Gefahr sich auszuleben: Rede am Sylvesterabend 1827 in der Sozietät zu Budissin gehalten. Budissin, 1827.
- Rede bei der Schulfeierlichkeit des Gymnasiums am 26. Juni 1830 auf dem Rathause zu Budissin gehalten. Budissin, 1830.
- Gedächtnißpredigt am Stiftungsfeste der Kgl. Sächs. Landesschule zu Grimma d. 14. Sept. 1831 gehalten. Leipzig, 1831.
- Budissin im Jahre 1629. 1832.
- Schulrede am Jahrestage der sächsischen Landes-Verfassung den 4ten September 1832 im Actussaale der Landesschule zu Grimma. Leipzig Reclam 1832.
- Gedächtniß-Predigt am Stiftungsfeste der Königl. Sächs. Landesschule zu Grimma den 14. September 1832. Grimma Gebhardt 1832.
- Gebete und Betrachtungen für höhere Bildungsanstalten. Grimma Gebhardt 1834.
- Zwei Predigten über Joh. 14, 5.6 und Luk. 2, 48 am Stiftungsfeste der Königl. Sächs. Landesschule zu Grimma, den 14. September 1835 und 1836. Grimma, 1836.
- Der Mensch ein Werkzeug in Gottes Hand. Grimma: Gebhardt, 1838.
- Der Glaube ist der Sieg, der die Welt überwindet Gedächtnißpredigt am Stiftungsfeste der Königl. Sächs. Landesschule zu Grimma den 14. September 1839. Grimma Gebhardt Leipzig Rückmann 1839.
- Commentatio de origine atque indole progymnasmatum rhetoricorum. Grimae: Reimer, 1839.
- De origine atque indole progymnasmatum rhetoricorum. Grimma: Reimer, 1839.
- Die Zukunft unserer Jugend: Gedächtnißpredigt am Stiftungsfeste der Kgl. Sächs. Landesschule zu Grimma d. 14. Sept. 1841 geh. Grimma 1841.
- Dr. Friedrich August Wolf als Prediger: Fragment einer Vorlesung. Grimma 1842.
- Abendmahlsreden für höhere Bildungsanstalten. Grimma Gebhardt 1842.
- Viro summe Reverendo Christano Friderico Boehmio rite capessiti qui fuit dies IX mensis Julii a. MDCCLXXXXIII multa cum laude peracta Dioceseos Altenburgensis concionatores amice pie candide contratulantur. Altenburgi: Ex Typographeo Aulico, 1843.
- Die erziehende Weisheit Gottes beim Rückblick auf die tausendjährige Selbständigkeit unseres Volks Gedächtnißpredigt in der Kirche St. Bartholomäi zu Altenburg am X. Sonntage nach Trinitatis 1843. Altenburg, 1843.
- Das Wort des Apostels: Wachet, stehet im Glauben, seid männlich und seid stark! ein ernster Zuruf an die protestantische Kirche unserer Zeit ; Predigt am Reformationsfeste 1844 in der Kirche St. Bartholomäi zu Altenburg. Altenburg Helbig Altenburg Hofbuchdruckerei 1844.
- Dass der Mensch nicht bloss die Pflicht, sondern auch das Recht hat, Liebe zu üben. Predigt. Altenburg, 1845.
- Zur Kenntnisnahme sämmtlicher Vereine der Gustav-Adolph-Stiftung in dem Altenburger Lande. Altenburg: Hofbuchdr., 1847.
- Die Waffen unserer Ritterschaft: Predigt am Reformationsfeste 1847 in der Kirche St. Bartholomäi zu Altenburg. Altenburg Schnuphase 1847.
- Worte am Grabe des Herrn Geheimen Hofrath und emeritirten Kreisamtmann Dr. Carl Chr. Gottl. Wagner Ritter des H.S. Ernest. Hausordens den 29. October 1850. Altenburg: Hofbuchdruckerei, 1850.
- Die Ermahnung der Reformation, den Glauben an Jesum Christum festzuhalten: Predigt am Reformationsfeste 1850 in der Kirche St. Bartholomäi zu Altenburg. Altenburg Jacob 1851.